# Eleições legislativas portuguesas de 1991 no distrito de Santarém
| Eleições legislativas portuguesas de 1991 Distritos: Aveiro \| Beja \| Braga \| Bragança \| Castelo Branco \| Coimbra \| Évora \| Faro \| Guarda \| Leiria \| Lisboa \| Portalegre \| Porto \| Santarém \| Setúbal \| Viana do Castelo \| Vila Real \| Viseu \| Açores \| Madeira \| Estrangeiro |

## Resultados por Concelho
Os resultados nos concelhos do Distrito de Santarém foram os seguintes:

### Abrantes
| Partido                 | Partido                           | Votos  | %               | +/-  |
| ----------------------- | --------------------------------- | ------ | --------------- | ---- |
|                         | Partido Social Democrata          | 12 147 | 44,26 / 100,00  | 2,35 |
|                         | Partido Socialista                | 9 251  | 33,71 / 100,00  | 8,67 |
|                         | Coligação Democrática Unitária    | 2 365  | 8,62 / 100,00   | 2,81 |
|                         | Centro Democrático e Social       | 858    | 3,13 / 100,00   | 0,48 |
|                         | Partido da Solidariedade Nacional | 680    | 2,48 / 100,00   | Novo |
|                         | Partido Socialista Revolucionário | 512    | 1,87 / 100,00   | 0,70 |
|                         | Partido Renovador Democrático     | 366    | 1,33 / 100,00   | 7,92 |
|                         | PCTP/MRPP                         | 322    | 1,17 / 100,00   | 0,70 |
|                         | Outros                            | 274    | 1,00 / 100,00   |      |
| Votos Inválidos         | Votos Inválidos                   | 670    | 2,44 / 100,00   | 0,62 |
| Total                   | Total                             | 27 445 | 100,00 / 100,00 |      |
| Eleitorado/Participação | Eleitorado/Participação           | 40 273 | 68,15 / 100,00  | 3,59 |

### Alcanena
| Partido                 | Partido                           | Votos  | %               | +/-  |
| ----------------------- | --------------------------------- | ------ | --------------- | ---- |
|                         | Partido Social Democrata          | 4 456  | 50,55 / 100,00  | 3,83 |
|                         | Partido Socialista                | 2 625  | 29,78 / 100,00  | 1,98 |
|                         | Coligação Democrática Unitária    | 744    | 8,44 / 100,00   | 1,89 |
|                         | Centro Democrático e Social       | 355    | 4,03 / 100,00   | 1,13 |
|                         | Partido da Solidariedade Nacional | 154    | 1,75 / 100,00   | Novo |
|                         | Outros                            | 255    | 2,89 / 100,00   |      |
| Votos Inválidos         | Votos Inválidos                   | 226    | 2,56 / 100,00   | 0,13 |
| Total                   | Total                             | 8 815  | 100,00 / 100,00 |      |
| Eleitorado/Participação | Eleitorado/Participação           | 12 073 | 73,01 / 100,00  | 1,81 |

### Almeirim
| Partido                 | Partido                           | Votos  | %               | +/-   |
| ----------------------- | --------------------------------- | ------ | --------------- | ----- |
|                         | Partido Social Democrata          | 4 784  | 39,07 / 100,00  | 2,22  |
|                         | Partido Socialista                | 4 475  | 36,55 / 100,00  | 10,90 |
|                         | Coligação Democrática Unitária    | 1 682  | 13,74 / 100,00  | 4,74  |
|                         | Centro Democrático e Social       | 291    | 2,38 / 100,00   | 0,13  |
|                         | Partido Socialista Revolucionário | 210    | 1,72 / 100,00   | 0,71  |
|                         | Partido da Solidariedade Nacional | 178    | 1,45 / 100,00   | Novo  |
|                         | Partido Renovador Democrático     | 156    | 1,27 / 100,00   | 9,18  |
|                         | Outros                            | 211    | 1,72 / 100,00   |       |
| Votos Inválidos         | Votos Inválidos                   | 257    | 2,10 / 100,00   | 0,10  |
| Total                   | Total                             | 12 244 | 100,00 / 100,00 |       |
| Eleitorado/Participação | Eleitorado/Participação           | 17 740 | 69,02 / 100,00  | 2,61  |

### Alpiarça
| Partido                 | Partido                           | Votos | %               | +/-   |
| ----------------------- | --------------------------------- | ----- | --------------- | ----- |
|                         | Coligação Democrática Unitária    | 2 057 | 42,79 / 100,00  | 6,89  |
|                         | Partido Socialista                | 1 129 | 23,49 / 100,00  | 12,11 |
|                         | Partido Social Democrata          | 1 040 | 21,64 / 100,00  | 0,78  |
|                         | Partido Socialista Revolucionário | 114   | 2,37 / 100,00   | 1,46  |
|                         | Centro Democrático e Social       | 104   | 2,16 / 100,00   | 0,86  |
|                         | PCTP/MRPP                         | 72    | 1,50 / 100,00   | 1,12  |
|                         | Partido da Solidariedade Nacional | 65    | 1,35 / 100,00   | Novo  |
|                         | Partido Renovador Democrático     | 61    | 1,27 / 100,00   | 7,07  |
|                         | Outros                            | 32    | 0,67 / 100,00   |       |
| Votos Inválidos         | Votos Inválidos                   | 133   | 2,76 / 100,00   | 0,26  |
| Total                   | Total                             | 4 807 | 100,00 / 100,00 |       |
| Eleitorado/Participação | Eleitorado/Participação           | 6 714 | 71,60 / 100,00  | 3,32  |

### Benavente
| Partido                 | Partido                           | Votos  | %               | +/-  |
| ----------------------- | --------------------------------- | ------ | --------------- | ---- |
|                         | Partido Social Democrata          | 3 376  | 36,61 / 100,00  | 4,79 |
|                         | Partido Socialista                | 2 484  | 26,94 / 100,00  | 8,15 |
|                         | Coligação Democrática Unitária    | 2 124  | 23,03 / 100,00  | 9,24 |
|                         | Centro Democrático e Social       | 283    | 3,07 / 100,00   | 0,40 |
|                         | Partido Socialista Revolucionário | 230    | 2,49 / 100,00   | 1,41 |
|                         | Partido da Solidariedade Nacional | 182    | 1,97 / 100,00   | Novo |
|                         | PCTP/MRPP                         | 152    | 1,65 / 100,00   | 1,07 |
|                         | Partido Renovador Democrático     | 97     | 1,05 / 100,00   | 6,17 |
|                         | Outros                            | 83     | 0,90 / 100,00   |      |
| Votos Inválidos         | Votos Inválidos                   | 211    | 2,29 / 100,00   | 0,01 |
| Total                   | Total                             | 9 222  | 100,00 / 100,00 |      |
| Eleitorado/Participação | Eleitorado/Participação           | 14 716 | 62,67 / 100,00  | 6,88 |

### Cartaxo
| Partido                 | Partido                           | Votos  | %               | +/-     |
| ----------------------- | --------------------------------- | ------ | --------------- | ------- |
|                         | Partido Social Democrata          | 5 349  | 40,94 / 100,00  | 4,38    |
|                         | Partido Socialista                | 4 604  | 35,24 / 100,00  | 10,07   |
|                         | Coligação Democrática Unitária    | 1 463  | 11,20 / 100,00  | 2,86    |
|                         | Partido da Solidariedade Nacional | 327    | 2,50 / 100,00   | Novo    |
|                         | Centro Democrático e Social       | 277    | 2,12 / 100,00   | Estável |
|                         | Partido Renovador Democrático     | 228    | 1,75 / 100,00   | 13,07   |
|                         | Partido Socialista Revolucionário | 173    | 1,32 / 100,00   | 0,40    |
|                         | PCTP/MRPP                         | 139    | 1,06 / 100,00   | 0,51    |
|                         | Outros                            | 109    | 0,83 / 100,00   |         |
| Votos Inválidos         | Votos Inválidos                   | 395    | 3,03 / 100,00   | 0,42    |
| Total                   | Total                             | 13 064 | 100,00 / 100,00 |         |
| Eleitorado/Participação | Eleitorado/Participação           | 18 677 | 69,95 / 100,00  | 3,43    |

### Chamusca
| Partido                 | Partido                           | Votos  | %               | +/-  |
| ----------------------- | --------------------------------- | ------ | --------------- | ---- |
|                         | Partido Social Democrata          | 2 424  | 35,05 / 100,00  | 5,54 |
|                         | Partido Socialista                | 2 060  | 29,79 / 100,00  | 6,06 |
|                         | Coligação Democrática Unitária    | 1 334  | 19,29 / 100,00  | 4,85 |
|                         | Centro Democrático e Social       | 294    | 4,25 / 100,00   | 0,50 |
|                         | Partido Socialista Revolucionário | 177    | 2,56 / 100,00   | 1,22 |
|                         | Partido da Solidariedade Nacional | 153    | 2,21 / 100,00   | Novo |
|                         | PCTP/MRPP                         | 127    | 1,84 / 100,00   | 1,30 |
|                         | Partido Renovador Democrático     | 101    | 1,46 / 100,00   | 8,27 |
|                         | Outros                            | 86     | 1,25 / 100,00   |      |
| Votos Inválidos         | Votos Inválidos                   | 160    | 2,31 / 100,00   | 0,87 |
| Total                   | Total                             | 6 916  | 100,00 / 100,00 |      |
| Eleitorado/Participação | Eleitorado/Participação           | 10 621 | 65,12 / 100,00  | 4,27 |

### Constância
| Partido                 | Partido                           | Votos | %               | +/-  |
| ----------------------- | --------------------------------- | ----- | --------------- | ---- |
|                         | Partido Socialista                | 912   | 37,83 / 100,00  | 9,59 |
|                         | Partido Social Democrata          | 898   | 37,25 / 100,00  | 3,47 |
|                         | Coligação Democrática Unitária    | 236   | 9,79 / 100,00   | 0,46 |
|                         | Partido da Solidariedade Nacional | 103   | 4,27 / 100,00   | Novo |
|                         | Centro Democrático e Social       | 75    | 3,11 / 100,00   | 0,05 |
|                         | Partido Socialista Revolucionário | 43    | 1,78 / 100,00   | 0,42 |
|                         | Partido Renovador Democrático     | 41    | 1,70 / 100,00   | 7,18 |
|                         | Outros                            | 47    | 1,95 / 100,00   |      |
| Votos Inválidos         | Votos Inválidos                   | 56    | 2,32 / 100,00   | 1,27 |
| Total                   | Total                             | 2 411 | 100,00 / 100,00 |      |
| Eleitorado/Participação | Eleitorado/Participação           | 3 264 | 73,87 / 100,00  | 0,90 |

### Coruche
| Partido                 | Partido                           | Votos  | %               | +/-   |
| ----------------------- | --------------------------------- | ------ | --------------- | ----- |
|                         | Partido Social Democrata          | 4 928  | 35,97 / 100,00  | 7,12  |
|                         | Coligação Democrática Unitária    | 3 737  | 27,27 / 100,00  | 8,20  |
|                         | Partido Socialista                | 3 601  | 26,28 / 100,00  | 10,60 |
|                         | Centro Democrático e Social       | 349    | 2,55 / 100,00   | 0,22  |
|                         | Partido Socialista Revolucionário | 263    | 1,92 / 100,00   | 1,02  |
|                         | PCTP/MRPP                         | 158    | 1,15 / 100,00   | 0,68  |
|                         | Partido da Solidariedade Nacional | 156    | 1,14 / 100,00   | Novo  |
|                         | Partido Renovador Democrático     | 146    | 1,07 / 100,00   | 10,12 |
|                         | Outros                            | 112    | 0,81 / 100,00   |       |
| Votos Inválidos         | Votos Inválidos                   | 252    | 1,84 / 100,00   | 0,45  |
| Total                   | Total                             | 13 702 | 100,00 / 100,00 |       |
| Eleitorado/Participação | Eleitorado/Participação           | 21 484 | 63,78 / 100,00  | 6,81  |

### Entroncamento
| Partido                 | Partido                           | Votos  | %               | +/-   |
| ----------------------- | --------------------------------- | ------ | --------------- | ----- |
|                         | Partido Socialista                | 3 811  | 42,38 / 100,00  | 13,07 |
|                         | Partido Social Democrata          | 3 407  | 37,89 / 100,00  | 3,07  |
|                         | Coligação Democrática Unitária    | 785    | 8,73 / 100,00   | 2,08  |
|                         | Partido da Solidariedade Nacional | 345    | 3,84 / 100,00   | Novo  |
|                         | Centro Democrático e Social       | 195    | 2,17 / 100,00   | 0,37  |
|                         | Outros                            | 265    | 2,96 / 100,00   |       |
| Votos Inválidos         | Votos Inválidos                   | 185    | 2,06 / 100,00   | 0,19  |
| Total                   | Total                             | 8 993  | 100,00 / 100,00 |       |
| Eleitorado/Participação | Eleitorado/Participação           | 12 108 | 74,27 / 100,00  | 0,07  |

### Ferreira do Zêzere
| Partido                 | Partido                        | Votos | %               | +/-  |
| ----------------------- | ------------------------------ | ----- | --------------- | ---- |
|                         | Partido Social Democrata       | 4 490 | 72,75 / 100,00  | 0,12 |
|                         | Partido Socialista             | 1 037 | 16,80 / 100,00  | 3,56 |
|                         | Centro Democrático e Social    | 260   | 4,21 / 100,00   | 0,36 |
|                         | Coligação Democrática Unitária | 65    | 1,05 / 100,00   | 0,22 |
|                         | Outros                         | 166   | 2,68 / 100,00   |      |
| Votos Inválidos         | Votos Inválidos                | 154   | 2,49 / 100,00   | 0,32 |
| Total                   | Total                          | 6 172 | 100,00 / 100,00 |      |
| Eleitorado/Participação | Eleitorado/Participação        | 9 262 | 66,64 / 100,00  | 5,39 |

### Golegã
| Partido                 | Partido                           | Votos | %               | +/-   |
| ----------------------- | --------------------------------- | ----- | --------------- | ----- |
|                         | Partido Social Democrata          | 1 317 | 38,00 / 100,00  | 4,36  |
|                         | Partido Socialista                | 966   | 27,87 / 100,00  | 7,30  |
|                         | Coligação Democrática Unitária    | 625   | 18,03 / 100,00  | 1,55  |
|                         | Partido da Solidariedade Nacional | 143   | 4,13 / 100,00   | Novo  |
|                         | Centro Democrático e Social       | 135   | 3,89 / 100,00   | 0,16  |
|                         | PCTP/MRPP                         | 54    | 1,56 / 100,00   | 1,05  |
|                         | Partido Socialista Revolucionário | 53    | 1,53 / 100,00   | 0,14  |
|                         | Partido Renovador Democrático     | 50    | 1,44 / 100,00   | 13,16 |
|                         | Outros                            | 35    | 1,01 / 100,00   |       |
| Votos Inválidos         | Votos Inválidos                   | 88    | 2,54 / 100,00   | 0,76  |
| Total                   | Total                             | 3 466 | 100,00 / 100,00 |       |
| Eleitorado/Participação | Eleitorado/Participação           | 4 848 | 71,49 / 100,00  | 4,28  |

### Mação
| Partido                 | Partido                           | Votos | %               | +/-  |
| ----------------------- | --------------------------------- | ----- | --------------- | ---- |
|                         | Partido Social Democrata          | 4 272 | 59,56 / 100,00  | 3,40 |
|                         | Partido Socialista                | 1 599 | 22,30 / 100,00  | 3,93 |
|                         | Centro Democrático e Social       | 400   | 5,58 / 100,00   | 0,94 |
|                         | Coligação Democrática Unitária    | 210   | 2,93 / 100,00   | 0,31 |
|                         | Partido da Solidariedade Nacional | 206   | 2,87 / 100,00   | Novo |
|                         | Partido Socialista Revolucionário | 74    | 1,03 / 100,00   | 0,33 |
|                         | Outros                            | 203   | 2,83 / 100,00   |      |
| Votos Inválidos         | Votos Inválidos                   | 208   | 2,90 / 100,00   | 0,16 |
| Total                   | Total                             | 7 172 | 100,00 / 100,00 |      |
| Eleitorado/Participação | Eleitorado/Participação           | 9 832 | 72,95 / 100,00  | 3,07 |

### Ourém
| Partido                 | Partido                     | Votos  | %               | +/-  |
| ----------------------- | --------------------------- | ------ | --------------- | ---- |
|                         | Partido Social Democrata    | 19 570 | 79,31 / 100,00  | 1,90 |
|                         | Partido Socialista          | 2 840  | 11,51 / 100,00  | 2,38 |
|                         | Centro Democrático e Social | 1 156  | 4,69 / 100,00   | 1,54 |
|                         | Outros                      | 734    | 2,97 / 100,00   |      |
| Votos Inválidos         | Votos Inválidos             | 374    | 1,52 / 100,00   | 0,81 |
| Total                   | Total                       | 24 674 | 100,00 / 100,00 |      |
| Eleitorado/Participação | Eleitorado/Participação     | 35 340 | 69,82 / 100,00  | 6,09 |

### Rio Maior
| Partido                 | Partido                           | Votos  | %               | +/-  |
| ----------------------- | --------------------------------- | ------ | --------------- | ---- |
|                         | Partido Social Democrata          | 7 696  | 64,84 / 100,00  | 2,31 |
|                         | Partido Socialista                | 2 729  | 22,99 / 100,00  | 4,60 |
|                         | Centro Democrático e Social       | 466    | 3,93 / 100,00   | 0,23 |
|                         | Coligação Democrática Unitária    | 269    | 2,27 / 100,00   | 0,70 |
|                         | Partido da Solidariedade Nacional | 183    | 1,54 / 100,00   | Novo |
|                         | Outros                            | 268    | 2,26 / 100,00   |      |
| Votos Inválidos         | Votos Inválidos                   | 258    | 2,17 / 100,00   | 0,17 |
| Total                   | Total                             | 11 869 | 100,00 / 100,00 |      |
| Eleitorado/Participação | Eleitorado/Participação           | 17 308 | 68,58 / 100,00  | 6,77 |

### Salvaterra de Magos
| Partido                 | Partido                           | Votos  | %               | +/-  |
| ----------------------- | --------------------------------- | ------ | --------------- | ---- |
|                         | Partido Social Democrata          | 4 023  | 41,73 / 100,00  | 5,23 |
|                         | Partido Socialista                | 3 098  | 32,14 / 100,00  | 6,68 |
|                         | Coligação Democrática Unitária    | 1 205  | 12,50 / 100,00  | 4,56 |
|                         | Partido da Solidariedade Nacional | 291    | 3,02 / 100,00   | Novo |
|                         | Partido Socialista Revolucionário | 204    | 2,12 / 100,00   | 1,05 |
|                         | Centro Democrático e Social       | 195    | 2,02 / 100,00   | 0,35 |
|                         | Partido Renovador Democrático     | 162    | 1,68 / 100,00   | 9,11 |
|                         | PCTP/MRPP                         | 134    | 1,39 / 100,00   | 0,71 |
|                         | Outros                            | 73     | 0,75 / 100,00   |      |
| Votos Inválidos         | Votos Inválidos                   | 255    | 2,64 / 100,00   | 0,05 |
| Total                   | Total                             | 9 640  | 100,00 / 100,00 |      |
| Eleitorado/Participação | Eleitorado/Participação           | 15 816 | 60,95 / 100,00  | 4,26 |

### Santarém
| Partido                 | Partido                           | Votos  | %               | +/-  |
| ----------------------- | --------------------------------- | ------ | --------------- | ---- |
|                         | Partido Social Democrata          | 17 182 | 44,71 / 100,00  | 0,10 |
|                         | Partido Socialista                | 13 285 | 34,57 / 100,00  | 7,45 |
|                         | Coligação Democrática Unitária    | 3 365  | 8,76 / 100,00   | 2,44 |
|                         | Centro Democrático e Social       | 1 263  | 3,29 / 100,00   | 0,12 |
|                         | Partido da Solidariedade Nacional | 992    | 2,58 / 100,00   | Novo |
|                         | Partido Socialista Revolucionário | 489    | 1,27 / 100,00   | 0,56 |
|                         | Outros                            | 983    | 2,55 / 100,00   |      |
| Votos Inválidos         | Votos Inválidos                   | 869    | 2,27 / 100,00   | 0,15 |
| Total                   | Total                             | 38 428 | 100,00 / 100,00 |      |
| Eleitorado/Participação | Eleitorado/Participação           | 53 895 | 71,30 / 100,00  | 2,62 |

### Sardoal
| Partido                 | Partido                           | Votos | %               | +/-  |
| ----------------------- | --------------------------------- | ----- | --------------- | ---- |
|                         | Partido Social Democrata          | 1 550 | 52,19 / 100,00  | 2,89 |
|                         | Partido Socialista                | 830   | 27,95 / 100,00  | 6,49 |
|                         | Centro Democrático e Social       | 151   | 5,08 / 100,00   | 0,99 |
|                         | Partido da Solidariedade Nacional | 113   | 3,80 / 100,00   | Novo |
|                         | Coligação Democrática Unitária    | 80    | 2,69 / 100,00   | 1,17 |
|                         | Partido Socialista Revolucionário | 40    | 1,35 / 100,00   | 0,59 |
|                         | Partido Renovador Democrático     | 40    | 1,35 / 100,00   | 4,68 |
|                         | Outros                            | 46    | 1,55 / 100,00   |      |
| Votos Inválidos         | Votos Inválidos                   | 120   | 4,04 / 100,00   | 0,77 |
| Total                   | Total                             | 2 970 | 100,00 / 100,00 |      |
| Eleitorado/Participação | Eleitorado/Participação           | 3 950 | 75,19 / 100,00  | 2,13 |

### Tomar
| Partido                 | Partido                           | Votos  | %               | +/-  |
| ----------------------- | --------------------------------- | ------ | --------------- | ---- |
|                         | Partido Social Democrata          | 15 560 | 57,67 / 100,00  | 0,44 |
|                         | Partido Socialista                | 7 483  | 27,73 / 100,00  | 7,22 |
|                         | Coligação Democrática Unitária    | 1 037  | 3,84 / 100,00   | 1,09 |
|                         | Centro Democrático e Social       | 955    | 3,54 / 100,00   | 0,56 |
|                         | Partido da Solidariedade Nacional | 506    | 1,88 / 100,00   | Novo |
|                         | Outros                            | 787    | 2,92 / 100,00   |      |
| Votos Inválidos         | Votos Inválidos                   | 654    | 2,42 / 100,00   | 0,51 |
| Total                   | Total                             | 26 982 | 100,00 / 100,00 |      |
| Eleitorado/Participação | Eleitorado/Participação           | 39 254 | 68,74 / 100,00  | 3,21 |

### Torres Novas
| Partido                 | Partido                           | Votos  | %               | +/-   |
| ----------------------- | --------------------------------- | ------ | --------------- | ----- |
|                         | Partido Social Democrata          | 10 005 | 45,18 / 100,00  | 1,01  |
|                         | Partido Socialista                | 7 642  | 34,51 / 100,00  | 10,47 |
|                         | Coligação Democrática Unitária    | 1 935  | 8,74 / 100,00   | 3,22  |
|                         | Centro Democrático e Social       | 632    | 2,85 / 100,00   | 0,30  |
|                         | Partido da Solidariedade Nacional | 516    | 2,33 / 100,00   | Novo  |
|                         | Partido Socialista Revolucionário | 257    | 1,16 / 100,00   | 0,38  |
|                         | Outros                            | 589    | 2,65 / 100,00   |       |
| Votos Inválidos         | Votos Inválidos                   | 570    | 2,57 / 100,00   | 0,21  |
| Total                   | Total                             | 22 146 | 100,00 / 100,00 |       |
| Eleitorado/Participação | Eleitorado/Participação           | 31 873 | 69,48 / 100,00  | 1,26  |

### Vila Nova da Barquinha
| Partido                 | Partido                           | Votos | %               | +/-   |
| ----------------------- | --------------------------------- | ----- | --------------- | ----- |
|                         | Partido Social Democrata          | 1 970 | 41,92 / 100,00  | 2,34  |
|                         | Partido Socialista                | 1 662 | 35,37 / 100,00  | 10,42 |
|                         | Coligação Democrática Unitária    | 398   | 8,47 / 100,00   | 0,20  |
|                         | Partido da Solidariedade Nacional | 221   | 4,70 / 100,00   | Novo  |
|                         | Centro Democrático e Social       | 118   | 2,51 / 100,00   | 0,39  |
|                         | Partido Socialista Revolucionário | 72    | 1,53 / 100,00   | 0,83  |
|                         | Partido Renovador Democrático     | 59    | 1,26 / 100,00   | 11,10 |
|                         | Outros                            | 80    | 1,70 / 100,00   |       |
| Votos Inválidos         | Votos Inválidos                   | 119   | 2,53 / 100,00   | 0,18  |
| Total                   | Total                             | 4 699 | 100,00 / 100,00 |       |
| Eleitorado/Participação | Eleitorado/Participação           | 6 554 | 71,70 / 100,00  | 2,32  |